# Reventazón
De Reventazón is een rivier in Costa Rica van 145 kilometer lengte. De rivier mondt uit in de Parismina, die enkele kilometers verder uitmondt in de Caraïbische Zee.
In de benedenloop van de rivier liggen enkele waterkrachtcentrales. 